# Ситник голівчастий
{{#ifeq:0|0|{{#if:|{{#if:Juncuscapitatus|[[]}}|}}}}
Ситник голівчастий, ситник головчастий (Juncus capitatus) — вид трав'янистих рослин родини ситникові (Juncaceae), поширений у Європі (крім півночі), у Північній Африці, помірній і субтропічній Азії.

## Опис
Однорічна рослина 5–15 см заввишки. Коробочка коротша від оцвітини. Листочки оцвітини жовто-зелені, загострені, внутрішні коротші ніж зовнішні. Стебла від основи пучкоподібно розгалужені. Листки прикореневі. 

## Поширення
Європа: Білорусь, Естонія, Латвія, Литва, Молдова, Росія, Україна, Австрія, Бельгія, Чехія, Німеччина, Угорщина, Нідерланди, Польща, Словаччина, Швейцарія, Данія, Фінляндія, Ірландія, Норвегія, Швеція, Велика Британія, Болгарія, Хорватія, Італія, Мальта, Чорногорія, Румунія, Сербія, Словенія, Франція, Португалія, Іспанія; Північна Африка: Алжир, Лівія, Марокко; Азія: Вірменія, Азербайджан, Грузія, Росія, Китай, Казахстан, Узбекистан, Монголія, Афганістан, Ізраїль, Йорданія, Ліван, Сирія, Туреччина, Кіпр; натуралізований: пд. Канада, США.
В Україні зростає у вологим піщаних місцях, головним чином у долинах річок — на всій території, спорадично, частіше в басейнах Дніпра й Сів. Дінця. Входить у переліки видів, які перебувають під загрозою зникнення на території Київської області.